# Corte africana dei diritti dell'uomo e dei popoli
La Corte africana dei diritti dell'uomo e dei popoli, nota anche semplicemente come Corte africana, è una corte internazionale istituita dagli Stati membri dell'Unione africana (UA) per attuare le disposizioni della Carta africana dei diritti dell'uomo e dei popoli (nota anche come Carta di Banjul). Con sede ad Arusha, in Tanzania, è considerato il braccio giudiziario dell'UA ed è uno dei soli tre tribunali regionali per i diritti umani (insieme alla Corte europea dei diritti dell'uomo e alla Corte interamericana dei diritti dell'uomo) attualmente esistenti nel pianeta.
La Corte africana è stata creata in base a un protocollo alla Carta di Banjul adottato nel 1998 in Burkina Faso dall'Organizzazione dell'Unità africana (OUA), predecessore dell'UA. Il protocollo è entrato in vigore il 25 gennaio 2004, dopo la ratifica da parte di più di 15 paesi. I primi giudici della corte sono stati eletti nel 2006 e la prima sentenza è stata emessa nel 2009.

## Funzioni
Il mandato della Corte africana è quello di integrare e rafforzare le funzioni della Commissione africana sui diritti umani e dei popoli, un organo quasi giudiziario che monitora l'attuazione della Carta e raccomanda casi alla corte. Ha giurisdizione sull'interpretazione e l'applicazione della Carta di Banjul, il protocollo alla Carta e qualsiasi altro strumento sui diritti umani applicabile. Il tribunale può emettere pareri consultivi su questioni legali e giudicare dirimendo controversie.
A settembre 2021, la Corte africana ha emesso 259 decisioni, tra cui 131 sentenze e 128 ordinanze, e ha 217 cause pendenti.

## Composizione
Il tribunale è composto da undici giudici nominati dagli Stati membri dell'UA ed eletti dall'Assemblea dei capi di Stato e di governo di quest'ultima. I giudici durano in carica sei anni e possono essere rieletti solo una volta. Il presidente del tribunale risiede e lavora a tempo pieno ad Arusha, mentre gli altri dieci giudici lavorano a tempo parziale. Le funzioni di registro, gestionali e amministrative sono eseguite da un cancelliere.

## Adesioni
Trentuno paesi africani hanno ratificato il protocollo che istituisce la Corte africana, di cui solo nove hanno rilasciato una dichiarazione speciale che consente a singoli individui e ONG di presentare casi direttamente alla corte: Burkina Faso, Ghana, Malawi, Mali, Ruanda, Tanzania, Costa d'Avorio, Tunisia e Gambia; al contrario, per tutti gli altri Stati aderenti il caso deve essere sottoposto alla Commissione africana, che poi decide se deferirlo alla Corte.

## Storia
In base all'articolo 30 della Carta di Banjul e al seguente protocollo attuativo adottato a Ouagadougou (Burkina Faso) il 9 giugno 1998, alla iniziale Commissione si aggiunse la nascita della prima Corte Africana dei diritti umani e dei popoli(African Court on Human and Peoples' Rights), che avrebbe dovuto prendere possesso delle sue funzioni a decorrere dal 25 gennaio 2004. A luglio dello stesso anno, l'Unione Africana decise di unire questo organismo con la Corte di Giustizia Africana per formare una nuova "Corte Africana di Giustizia e dei Diritti Umani (African Court of Justice and Human Rights, ACJHR, che al 2019 sembra apparentemente inattiva),che avrebbe dovuto avere la competenza in merito all'interpretazione ed applicazione dei trattati dell'UA, oltre ai fatti di genocidio, crimini di guerra e crimini contro l'umanità . Nella stessa occasione, fu deciso di avviare i contatti con la Commissione europea in previsione di un primo vertice sul tema dell'immigrazione illegale e in particolare modo di quella giovanile, che avrebbe dovuto avere luogo entro la prima metà febbraio del 2006, nel quadro di un partenariato politico-economico fra Africa ed Unione Europea. Al 2015, la Corte non aveva ancora attivato una sezione penale specializzata nel perseguimento di questi crimini, mentre la legittimazione attiva ad agire in giudizio era riservata alle singole persone fisiche ovvero alle ONG riconosciute dalla Commissione con lo status giuridico di osservatore, avverso i soli Stati che, oltre ad aderire alla Carta Africana, avessero esplicitamente sottoscritto anche il protocollo di attuazione del giugno '98.
L'elezione dei primi giudici risale solamente all'ottava sessione ordinaria del Consiglio Esecutivo dell'Unione Africana, tenutosi il 22 gennaio 2006 a Karthoum.